# Aturada respiratòria
Una aturada respiratoria és el cessament de la respiració. Es tracta d'una emergència mèdica, ja que generalment precedeix o coincideix amb una aturada cardíaca.
Les causes inclouen la sobredosi d'opiacis, traumatisme cranial, l'anestèsia, el tètanus, o ofegament. L'aturada respiratòria es tracta inicialment amb ventilació artificial, juntament amb el tractament de la causa probable.